# Olaloken
Olaloken är en sjö i Älvdalens kommun i Dalarna och ingår i Dalälvens huvudavrinningsområde. Sjön har en area på 0,0813 kvadratkilometer och ligger 912,1 meter över havet.

## Delavrinningsområde
Olaloken ingår i det delavrinningsområde (683790-133365) som SMHI kallar för Utloppet av Stora Rörsjön. Medelhöjden är 912 meter över havet och ytan är 5,26 kvadratkilometer. Räknas de 3 avrinningsområdena uppströms in blir den ackumulerade arean 17,13 kvadratkilometer. Stora Njupån som avvattnar avrinningsområdet har biflödesordning 4, vilket innebär att vattnet flödar genom totalt 4 vattendrag innan det når havet efter 530 kilometer. Avrinningsområdet består mestadels av kalfjäll (70 procent). Avrinningsområdet har 1,09 kvadratkilometer vattenytor vilket ger det en sjöprocent på 20,6 procent.